# Jezero Texcoco
Texcoco je v současné době název bezodtokého vysychajícího jezera (španělsky Lago de Texcoco) a v minulosti se podle něj nazývalo domorodé město a stát (aztécky Tetzco(h)co), který se i později podílel na moci říše Aztéků. Samotné jezero se dnes nachází na území Ciudad de México a státu México v Mexiku. Nachází se východně od hlavního města Mexika, které je trápeno důsledky pylových bouří, jejichž zdroj je ve vyschlé části jezera. Leží v nadmořské výšce 2239 m.

## Historie
V minulosti se podle jezera nazýval jeden z nejmocnějších domorodých městských států v oblasti, který společně s dominantním Tenochtitlánem a Tlacopánem tvořil základ moci říše Aztéků.